# Jumeirah Emirates Towers Hotel
Jumeirah Emirates Towers Hotel, também referenciado como Emirates Tower Two, é um hotel de negócios, de 56 andares e 309 metros (1 014 pés) de altura, localizado na cidade de Dubai, nos Emirados Árabes Unidos. Conectado com o edifício Emirates Office Tower, por uma avenida, as duas torres formam o complexo que comumente é chamado de Emirates Towers. A construção foi concluída em 2000.